# 吉米·菲爾波特
吉米·菲爾波特（英語：Jamie Philpot；1996年10月2日—）是一位英格蘭足球運動員。在場上的位置是中場。他現在效力於英格蘭足球甲級聯賽球隊米爾沃爾足球俱樂部。

## 外部連結
- Soccerway資料庫：吉米·菲爾波特